# Neisseria sicca
Neisseria sicca – gatunek Gram-ujemnej bakterii zasiedlający ludzką nosogardziel, który został opisany po raz pierwszy w 1906 roku jako Diplococcus pharyngis siccus. Jej obecność została wykryta również w tkankach innych zwierząt, takich jak pies, makak królewski, sępnik czarny czy przepiór wirginijski. Jest jednym z niewielu przedstawicieli rodzaju Neisseria, których obecność została w glebie, a także w wolno płynącej wodzie. Neisseria sicca tworzy żółtawe kolonie osiągające 3 milimetry średnicy. Wytwarza katalazę, ale nie jest zdolna do redukcji azotanów do azotynów. Bakteria ta fermentuje glukozę, maltozę, fruktozę, sacharozę, ale nie laktozę – przez co może zostać błędnie zidentyfikowana jako Neisseria mucosa (która jednakowoż zdolna jest do redukcji azotanów) czy N. perflava. Neisseria sicca wrażliwa jest na antybiotyk kolistynę. Niektóre analizy filogenetyczne sugerują, że Neisseria sicca wraz z N. macacae powinny zostać zaliczone do gatunku N. mucosa. Ponadto, opisane zostały pojedyncze przypadki stanów patologicznych wywołanych przez N. sicca – m.in. zapalenie opon mózgowo-rdzeniowych, zapalenie wsierdzia czy zapalenie spojówek.